# Peter MacDonald (Regisseur)
Peter MacDonald (* 1939 in London) ist ein britischer Regisseur, Kameramann und Filmproduzent.

## Leben
Peter MacDonald war ab Ende der 1950er Jahre beim Film tätig, wobei er zunächst als Material- und später als Kamera-Assistent, etwa von Geoffrey Unsworth bei Zardoz, arbeitete. Unter anderem wirkte er an Filmen wie 2001: Odyssee im Weltraum (1968), Cabaret (1972), Der rosarote Panther kehrt zurück (1975), Die Brücke von Arnheim (1977), Superman (1978), Gorky Park (1983) und Rambo II – Der Auftrag (1985) mit. Ab Anfang der 1980er Jahre folgten erste Engagements als Regie-Assistent, unter anderem in Filmen wie Das Imperium schlägt zurück (1980) und Excalibur (1981) sowie als Kameramann, unter anderem in Solarfighters (1986) und Hamburger Hill (1987).
Im Jahr 1988 übernahm MacDonald in Rambo III erstmals Regie. Der Film erhielt mehrere Nominierungen für den Negativ-Filmpreis Goldene Himbeere, darunter für die „Schlechteste Regie“ und den „Schlechtesten Film“.
Nach einer mehrjährigen Pause übernahm MacDonald 1992 die Regie in Meh’ Geld. Später drehte MacDonald neben Die unendliche Geschichte 3 – Rettung aus Phantásien (1994) und Der Legionär (1998) diverse Fernsehproduktionen.

## Filmografie (Auswahl)

### Regisseur
- 1988: Rambo III
- 1992: Meh’ Geld (Mo' Money)
- 1994: Die unendliche Geschichte III – Rettung aus Phantásien (The Neverending Story III: Escape from Fantasia)
- 1997: Supply & Demand (Fernsehfilm)
- 1998: Der Legionär (Legionnaire)
- 2001: Monkey King – Ein Krieger zwischen den Welten (The Lost Empire, Fernsehfilm)

### Kameramann
- 1984: Geheime Winkel (Secret Places)
- 1985: Honour, Profit & Pleasure (Fernsehfilm)
- 1986: Solarfighters (Solarbabies)
- 1987: Hamburger Hill
- 1988: Shag – More Dancing (Shag)

### Produzent
- 1989: Tango und Cash (Tango & Cash, Ausführender Produzent)
- 1990: Graffiti Bridge (Ausführender Produzent)
- 1996: The Quest – Die Herausforderung (The Quest, Ausführender Produzent)
- 1998: Der Legionär (Legionnaire, Produzent)
- 2005: Harry Potter und der Feuerkelch (Harry Potter and the Goblet of Fire, Koproduzent)
- 2009: X-Men Origins: Wolverine (Koproduzent)